# NGC 67
NGC 67 è una galassia ellittica o lenticolare situata nella costellazione di Andromeda. La galassia fu scoperta il 7 ottobre 1855 dall'astronomo americano R. J. Mitchell, che la descrisse come "estremamente debole, molto piccola e arrotondata".

## Gruppo NGC 68
La galassia appartiene al Gruppo di NGC 68 che contiene almeno una quarantina di galassie tra cui NGC 68, NGC 69, NGC 70, NGC 71, NGC 72 e probabilmente anche NGC 74. Alcuni membri di questo gruppo (NGC 67, 67A, 68, 69, 70, 71 e 72) portano la designazione ARP 113 nell'Atlas of Peculiar Galaxies di Halton Arp.

## NGC 67A
Talvolta NGC 67 (PGC 138159) viene confusa con la galassia PGC 1185, in genere designata come 67A. NGC 67 è posizionata a sud della 67A.